# Halectinosoma rouchi
Halectinosoma rouchi är en kräftdjursart som beskrevs av Soyer 1972. Halectinosoma rouchi ingår i släktet Halectinosoma och familjen Ectinosomatidae. Inga underarter finns listade i Catalogue of Life.